# Henry Zvi Lothane
Henry Zvi Lothane é um psiquiatra, psicanalista, professor e escritor Norte-Americano. Actualmente exerce actividade como Professor na Área Clínica da Escola de Medicina de Mount Sinai, Nova Iorque, e é especializado na área de psicoterapia. É o autor de oitenta artigos de cariz académico e de diversos ensaios críticos sobre temas relacionados com a psiquiatria,  psicanálise, e com a História da psicoterapia, e também de um livro sobre o famoso caso Schreber, intitulado “Em Defesa de Schreber”.  
“Em Defesa de Schreber” examina a vida e o trabalho de Daniel Paul Schreber, tendo como pano de fundo a psiquiatria e a psicanálise do século XIX e do início do Século XX. 
Vida e Trabalho
Lothane nasceu numa família Judaica em Lublin, na Polónia, em 1934. Face à divisão da Polónia entre Alemães e Soviéticos em 1939, a família fugiu para a Polónia Oriental, nessa época território sob controlo Russo, e aí viveu entre 1939 e 1941. Pouco tempo antes da invasão Alemã da Rússia em 1941, o pai de Lothane ofereceu-se como voluntário para emigrar para a Rússia, salvando assim a sua família de ser aniquilada. Em 1946 os Lothane regressam a Lublin, onde Lothane frequenta a escola primária. Mais tarde, viria a frequentar o ensino secundário em Lodz até 1950, ano em que a família emigra para Israel. Lothane completa estudos no liceu Ohel Shem, em Ramat Gan, Israel.  Tendo demonstrado aptidão para aprender idiomas, trabalha como tradutor militar durante o seu período de serviço nas Forças de Defesa Israelitas. Após terminar o serviço militar, Lothane estuda numa Universidade Hebraica, a Hadassah Medical School, em Jerusalém, na qual se licencia em 1960. Depois de completar o seu internato no Beilinson Hospital em Petach Tikwa no ano de 1962, inicia actividade  no Talbieh Psychiatric Hospital, em Jerusalém, então dirigido pelo psiquiatra e psicanalista Professor Heinrich Winnick. Em 1963 emigra para os Estados Unidos com a sua mulher e filha, e completa o seu internato de especialidade no Strong Memorial Hospital, em Rochester, Nova Iorque, orientado pelo Professor John Romano. Lothane foi Chefe de Unidade no Hillside Psychiatric Hospital, em Nova Iorque, de 1963 a 1969. Entre 1966 e 1972 estudou psicanálise no New York Psychoanalytic Institute, na cidade de Nova Iorque. 
A partir de 1969 torna-se membro de faculdade na Icahn School of Medicine em Mount Sinai, Nova Iorque, onde se elevou à posição de Professor Clínico de Psiquiatria. No âmbito da sua actividade clínica privada, Lothane exerce psiquiatria, psicoterapia e psicanálise. Trabalha também no Consulado da Alemanha como psiquiatra especialista desde 1994, avaliando os pedidos de reparação apresentados por sobreviventes do Holocausto, incluindo os dos sobreviventes de Auschwitz (o 70º aniversário da libertação do campo foi recentemente celebrado). Lothane é um Distinguished Life Fellow (distinção que reconhece desempenhos profissionais significativos e uma exemplar dedicação à causa pública) da American Psychiatric Association, além de membro das American Psychoanalytical Association e International Psychoanalytical Association. Foi presidente da American Society of Psychoanalytic Physicians. 
As suas publicações englobam diversos temas nos domínios da psiquiatria, psicanálise, e da psicoterapia. Entre as principais áreas que abordou encontram-se (1) a  história da psicanálise (incluindo estudos sobre Sigmund Freud, Carl G. Jung, Daniel Paul Schreber, Sabina Spielrein e a psicanálise sob o Nazismo), (2) metodologia, técnica clínica e psicanálise contemporânea, (3) amor e sexo, e (4) a “dramatologia”, uma abordagem ao trabalho e técnica clínicos que Lothane desenvolveu.  Amiúde, os escritos de Lothane estabelecem pontes entre alguns destes temas. Por exemplo; baseia-se frequentemente na sua pesquisa histórica para corrigir equívocos sobre Freud, surgidos em discussões contemporâneas sobre técnica psicanalítica.
O Caso Schreber
Daniel Paul Schreber era um juiz Alemão que foi três vezes internado em hospitais psiquiátricos (1884, 1893 e 1907). O segundo episódio de internamento, no decurso do qual foi oficialmente diagnosticado como doente mental, tornou-se um livro publicado em 1903 - Denkwürdigkeiten eines Nervenkranken  (Reflexões de um Doente dos Nervos) - que contou com uma publicação em língua Inglesa de 1955, sob o título “Memórias da Minha Doença dos Nervos”.［2］Estranhamente, a tradução Inglesa omitiu o sub-título “Em que circunstâncias pode uma pessoa que é declarada mentalmente insana ser retida num asilo contra a sua expressa vontade?”, subtraindo assim ao título do livro o seu tópico central: a tentativa de Schreber de recuperar a sua liberdade. 
Graças à análise pioneira de Freud ao livro de Schreber,  escrita em 1911, o “caso Schreber” tornou-se uma referência base da literatura psicanalítica, destacando-se a tese de Freud sobre a causa do segundo episódio da doença mental de Schreber, e em especial da sua paranoia, como foi então denominada. A tese afirmava que essa causa foi o desejo homossexual passivo de Schreber relativamente ao seu primeiro psiquiatra, Paul Flechsig. 
O caso Schreber tornou-se novamente famoso em 1959 com a publicação do trabalho "Schreber: father and son”, elaborado pelo psicanalista Norte-Americano W. G. Niederland [3]. Niederland sustentou que Schreber foi molestado pelo seu pai, Moritz, através de uma educação com características sádicas, e do uso de aparelhos ortopédicos torturantes, elementos aos quais, de acordo com Niederland, Schreber se refere no capítulo XI do seu livro. Morton Schatzman defendeu essencialmente a mesma tese no seu best-seller de 1973, “Soul Murder, Persecution in the Family” [4]. Por outro lado, a biografia escrita por Han Israel em 1989 argumenta que o carácter de Moritz Schreber foi injustamente denegrido no que se escreveu sobre o seu filho. Nesse mesmo ano aparece o primeiro ensaio de Lothane sobre Schreber, concentrando-se esse trabalho nos registos históricos da relação entre Schreber e os seus médicos [6]. A investigação de Lothane constituiu uma revisão fundamental da biografia e da interpretação da vida e obra de Paul Schreber, em grande parte porque se baseou numa nova pesquisa  de arquivos e factos históricos, concentrando-se em particular nas lacunas abertas por Freud e Niederland. Por exemplo, o estudo de Freud não fazia qualquer menção nem à mãe nem à mulher de Schreber, com excepção para a especulação de Freud sobre o papel desta última, ao constituir uma protecção contra a atracção que Schreber sentiria pelos homens que o rodeavam. De forma semelhante, Niederland pouco diz sobre a mãe e sobre a mulher de Schreber, embora fosse de esperar que ambas tivessem sido dramatis personae muito importantes no drama patente na vida de Schreber, especialmente de um ponto de vista psicanalítico. Embora exista especulação nos trabalhos de Freud e de Niederland acerca das fantasias de Schreber sobre Flechsig, não é evidenciada grande preocupação em perceber a natureza real do relacionamento de Schreber com Flechsig, encontrando-se, porém, esse material  registado em diversos arquivos.  As pesquisas sobre Schreber, incluindo o estudo, com  dimensão de livro, “In Defense of Schreber”[7], e perto de trinta artigos e análises publicadas entre 1989 e 2014, adicionam dados novos e novas avaliações às quais Freud, Niederland e outros investigadores não tiveram acesso, não só relativamente ao próprio Schreber, mas também às figuras principais da sua vida. Talvez o elemento mais original da abordagem de Lothane seja o respeito que demonstra por Schreber, reconhecendo-o como pensador de valor por mérito próprio, e como professor, tendo facultado lições importantes a psiquiatras e a psicanalistas [8]. 
“In Defense of Schreber” motivou cerca de 40 ensaios críticos, um conjunto que inclui reacções muito positivas e reacções muito negativas. Por exemplo, o psiquiatra Richard Chessick comenta de forma positiva o livro, considerando-o uma correcção de “inúmeros erros históricos”: “Lothane, através da sua meticulosa investigação histórica, disponibiliza uma compreensão integral sobre o estatuto da psiquiatria nessa época, e a noção daquilo que Schreber teve de suportar, no que diz respeito à sua mulher e a diversas figuras de autoridade.” [9] Outros críticos foram mais negativos; por exemplo, Gerd Busse, sobre a edição de 1992, e Ernst Falzeder, sobre a edição revista de 2004. Algumas das interpretações singulares de Lothane sobre o caso Schreber surgiram no filme  “Shock Head Soul”, de 2011, que aborda o caso. [10]
Sabina Spielrein
Sabina Spielrein foi uma médica e psicanalista Russa Judaica, e a segunda mulher a integrar o círculo de Freud em Viena. Em 1904, aos 19 anos de idade, Spielrein viajou para a Suíça com a intenção de estudar na Universidade de Zurique. Pouco depois da sua chegada, sofreu um esgotamento nervoso e foi internada no hospital psiquiátrico Burghölzli, tornando-se paciente do director Eugen Bleuler e do seu assistente C. G. Jung, nessa época com 29 anos de idade. Spielrein tornou-se também uma doente invulgar, participando nas experiências sobre Associação de Palavras de Jung e de Franz Riklin, e matriculando-se efectivamente na escola de medicina de Zurique onde, em 1911, completou o curso, escrevendo a primeira investigação psicanalítica sobre um paciente esquizofrênico para a sua dissertação. Após vários anos de actividade como psicanalista na Europa, Spielrein regressou à União Soviètica em 1923, onde leccionou psicanálise e tratou tanto adultos como crianças, até ao momento em que a psicanálise é banida pelo regime de Stalin. Depois da invasão Alemã em 1942, Spielrein e as suas duas filhas foram assassinadas e enterradas numa sepultura comum. Uma colectânea dos trabalhos de Spielrein foi publicada na Alemanha. O mais famoso desses escritos abordava a destruição como geradora de algo novo, trabalho que inspirou a teoria do Instinto de Morte de Freud. [11]  
Em 1906, Jung contou a Freud que tratava uma estudante, que não identificou; um caso difícil que se foi tornando ainda mais difícil, até alcançar um clímax dramático em 1909. [12] Este episódio não se fez notar até 1980, ano em que o analista Aldo Carotenuto, seguidor das ideias de Jung, publicou o livro “A Secret Symmetry: Sabina Spielrein between Jung and Freud” (a versão em Inglês é de 1982)[13], baseado no diário Alemão de Spielrein e em cartas trocadas entre Jung e Freud. Como resultado desse livro, tornou-se amplamente aceite que Spielrein, enquanto paciente, e Jung, ainda na qualidade de seu psiquiatra, se envolveram num relacionamento amoroso.  Tal implicaria má conduta profissional da parte de Jung, e possível escândalo e desgraça, uma vez que Jung suspeitaria que Spielrein fosse capaz de espalhar rumores sobre si. Esta hipótese também implica que Jung e Freud entraram em conluio para suprimir a hipótese de tal escândalo.  

Em 1999 Lothane chamou a atenção para fontes importantes, desconhecidas dos autores de língua Inglesa; i.e. para o diário de Spielrein escrito em Russo e para cartas da mesma, destinadas a sua mãe (que Lothane apresentou traduzidas para Inglês). [14] Estas fontes forneceram detalhes significativos e anteriormente desconhecidos sobre Spielrein, quando estudante, e sobre Jung, seu professor na escola de medicina. A análise de Lothane a estas cartas sugere que Jung mentiu a Freud, ao dizer que Spielrein continuou a ser sua paciente em 1906. A própria Spielrein informou Freud de que o tratamento terminou em 1905, e Jung confirmou que a “tratava”* sem cobrar as consultas. Ao corresponder-se por escrito com Freud, Jung referiu problemas matrimoniais e tentações de adultério, mantendo uma charada sobre um tratamento para encobrir estes problemas, e Freud optou por não os comentar. Além de tudo isto, argumenta Lothane, Spielrein desvenda o enigma da relação com Jung numa das cartas escritas a sua mãe, chamando à amizade, eróticamente colorida, “poesia”*: “Até agora mantivemo-nos no nível da poesia que não é perigoso, e manter-nos-emos nesse nível…” Se se envolveram ou não em sexo “perigoso”*, para além de tentações, é um facto apenas por eles conhecido; as provas existentes, afirma Lothane, não confirmam um relacionamento sexual entre ambos. ***(Nota do Tradutor: aspas conforme o texto original)  
Lothane critica, em vários artigos, a produção literária escrita na sequência do livro de Carotenuto que, regra geral, assume como dado adquirido a má conduta de Jung e o encobrimento de um possível escândalo. Lothane argumenta que mesmo se Jung e Spielrein tivessem mantido relações sexuais enquanto professor e aluna, tratar-se-ia de uma situação muito diferente da de uma situação de má conduta psiquiátrica e não constituiria, por exemplo, fundamento para um pedido de compensação por danos causados. [15] Lothane afirma também que a interacção de Spielrein com Jung foi dramática e por vezes melodramática, inspirada pelo tema Liebestod (Nota do Tradutor: Querida morte/amada morte, no idioma original) das óperas de Wagner, embora os indícios existentes sugiram que, no caso de Jung e Spielrein, trata-se de uma metáfora; tais sentimentos estimulavam ideias criativas em ambos e reminiscências nostálgicas em Spielrein. Spielrein desejava casar-se com Jung e gerar o filho de ambos, a quem chamaria Siegfried. Para Jung ela manteve-se como musa, e não como amante. Com sexo, ou sem, a sua união era feita de apoio mútuo, amizade e “de claro amor” (referência à frase de Lothane que se segue). No idioma Inglês, nota Lothane, existe uma diferença entre amar e gostar, mas “...noutros idiomas “amor” tanto se refere a (1) um claro amor, a que se chama ágape, caritas, philia, sympathia, como a (2) desejo, ou seja, líbido, e portanto, “amor” cobrindo tanto o significado do amor como desejo sexual e prazer sexual, como o significado do amor enquanto ligação com alguém”. [16] 
Psicologia do Amor e do Sexo
A partir de 1982 Lothane inicia a publicação duma série de ensaios acerca do que designou “claro amor” (Nota do tradutor: love writ large, no texto original), ou seja, o amor como sentimento, emoção e actividade, constituindo assim a fundação para as relações interpessoais num casal e entre pessoas em encontros e contextos sociais mais amplos. Para Lothane, o amor, e o seu antagonista, o ódio, manifestando-se como agressividade nas palavras e violência nos actos, não constituem meramente sentimentos mas também as acções, os comportamentos, e a conduta, mais importantes nas relações interpessoais. O amor tem sido um tópico negligenciado e mal compreendido nas obras da psiquiatria e da psicanálise, de acordo com Lothane. Esta perspectiva levou o autor a sublinhar uma cisão significativa no trabalho de Freud: (1) por um lado, desde 1890, primeiro através da sugestão como método, e depois, como psicoterapeuta, Freud reconheceu empiricamente o papel do amor interpessoal (2), por outro lado, teoricamente, nos Três Ensaios sobre a Teoria da Sexualidade de 1905, Freud reduziu o amor à líbido, postulando que a amizade e o amor derivam do instinto sexual. Como resultado da ausência de uma abordagem interpessoal nesta última teoria, Freud tem sido atacado por diversos críticos. Lothane tem defendido a tese oposta, afirmando que existe um “Freud interpessoal” que não tem sido amplamente reconhecido na tradição psicanalítica. Sustenta que, embora Freud seja monádico, ou seja, centrado nas experiências interpessoais do paciente, nas suas teorias sobre desordem e no seu método psicanalítico Freud é consistentemente diádico, ou seja, interpessoal.  
Em 1892 Freud elaborou um ensaio sobre psicanálise (publicado em 1905), no qual o amor era debatido como componente do tratamento. Entre 1893 e 1895, nos seus fundamentais “Estudos sobre a Histeria”, o amor continuou a desempenhar um papel no tratamento, assim como no seu segundo trabalho histórico, “A Interpretação dos Sonhos”. Lothane desenvolveu, em vários artigos, as abordagens interpessoais de Freud aos traumas, ao papel do humor na psicoterapia, e ao método e à técnica da associação livre. [17] Nestes textos, Lothane preferiu utilizar o significado atribuido por Harry Stack Sullivan ao termo “interpessoal”, em contraste com o de “relacional”, porque, como argumenta, é possível ter relações não só com pessoas, mas também com objectos e animais; por essa razão a designação “relações interpessoais” não consiste em redundância, mas sim numa modificação operacional. 
Segundo Lothane, foi Sandor Ferenczi, mais do que qualquer outra personalidade da tradição psicanalítica, quem mais contribuiu para a investigação do amor, do seu alcance e do seu significado para a psicanálise. [18] No que diz respeito ao alcance do conceito, Ferenczi considerou que “amor” conota qualquer um dos elementos positivos que são centrais para a prática analítica, tais como a empatia, a simpatia, e os processos interpessoais emocionalmente positivos. Centrais para o processo analítico, porque centrais para a vida humana e social em geral. Sobre a significância do amor, Lothane concorda em princípio (1) com Ferenczi, quando este afirma que o amor e a ternura física incluem a sexualidade, mas não se podem reduzir a ela; e (2) com Michael Balint, o mais destacado seguidor de Ferenczi, que uniu o amor primário e a técnica psicanalítica, uma vez que “o amor, ou o amor primário (na frase de Balint) é o fermento necessário… o verdadeiro impulsionador do processo terapêutico, que torna possíveis tanto a exploração da frustração e dos conflitos subjacentes, como o seu eventual domínio.” [19]
A Metodologia da Psicanálise Interpessoal
A partir de 1982 e ao longo da sua carreira, Lothane publicou numerosos estudos sobre o método clínico da psiquiatria e da psicanálise. Por exemplo, em 1982 Lothane opôs-se à definição das alucinações e dos delírios como distúrbios da percepção, em vez de constituírem fenómenos associados ao acto de sonhar, de sonhar acordado, e de fantasiar, (tal como foi defendido por Eugen Bleuler, em oposição a Emil Kraepelin e Karl Jaspers). [20] Grande parte do trabalho metodológico de Lothane procura clarificar a natureza da associação livre e o seu papel fundamental na psicanálise clínica. Desde muito cedo, Lothane utilizou conceitos técnicos que foram elaborados por dois dos discípulos directos de Freud: a “escuta com o terceiro ouvido” de Theodor Reik e o “instrumento de análise” de Otto Isakower, que Lothane renomeou “associação livre recíproca”, [21] de forma a sublinhar o seu estatuto operacional, em lugar do metafórico. Continuando o trabalho dos seus predecessores, ao referir-se à associação livre como “recíproca”, Lothane procura enfatizar o seguinte: (1) não é apenas o analisando, mas também o analista, quem associa livremente na situação clínica; (2) existe uma dinâmica interpessoal entre analisando e analista; o material que emerge das associações de um provoca associações no outro, e vice versa, através de um processo recíproco e interpessoal. [22] Esta noção remete para o capítulo de Freud sobre a psicoterapia da histeria, de 1895, para os seus casos nos “Estudos sobre Histeria” e para a sua definição de paciente na “Interpretação dos Sonhos”. Freud complementa estas ideias acerca do paciente e do terapeuta, entre 1912 e 1915, nos seus ensaios sobre técnica. Podem encontrar-se algumas semelhanças entre as ideias de Lothane e o trabalho do psicanalista Mark Blechner, o conceito de “terceiro analítico” [23] do psicanalista Thomas Ogden e a noção de “sonhar associativo” do Junguiano August Cwik  [24], embora o conceito de Lothane, aparentemente, sublinhe mais a dinâmica entre os participantes do que o exposto nas noções de Ogden ou Cwik.  
Lothane mantém  raízes explícitas em Freud e na tradição clássica da psicanálise, assinalando simultaneamente o carácter interpessoal da vida e da situação clínica, em nítido contraste com muitos psicanalistas relacionais contemporâneos. Tal é possível porque encontra diversos elementos interpessoais na tradição psicanalítica clássica, algo que os psicanalistas relacionais concretizam menos frequentemente. Lothane afirma que os teóricos psicanalistas relacionais contemporâneos tendem a ignorar as dimensões expressamente interpessoais de Freud. [25] Na perspectiva interpessoal de Lothane, são tanto os actos de linguagem e discurso, como o amor e os actos de amor, que constituem os fenómenos abrangentes nos dramas da vida, nos distúrbios, e na terapia. A consideração destes factores conduziu Lothane ao desenvolvimento do conceito de “Dramatologia”. [26]      
A Dramatologia
Lothane introduziu a noção de dramatologia como uma forma de conceptualizar e ilustrar tanto a interacção humana em geral como a natureza da interacção terapêutica em particular. [27] “Dramatologia”, um termo ainda inexistente nos dicionários gerais, difere de dramaturgia, a arte da composição dramática e da sua representação no palco ou em filme. A dramatologia partilha objectivos e valores com a teoria do dramatismo, proposta pelo crítico literário Kenneth Burke. No entanto, a dramatologia difere do dramatismo, uma vez que representa um novo paradigma para a psicoterapia em particular e para a interacção humana em geral. Lothane criou o termo “dramatologia” como contraste ao, e complemento do, termo já existente “narratologia”, i.e., estudo e conceptualização das interacções humanas em termos de narração ou do acto de contar histórias. [28] 
Os dramas são eventos que ocorrem “aqui e agora”, enquanto que as histórias são criadas após os eventos, e sempre, de alguma forma, para servir as questões pessoais, históricas, culturais ou políticas do narrador em questão. Lothane assinala que, tradicionalmente, a psicanálise tem avistado primariamente a sua matéria em narrativas de um passado recordado, contado ao terapeuta. Mas nota que, embora as histórias sejam sobre o passado, o acto de contar a história ao terapeuta é um evento no “aqui e agora”, uma comunicação corrente, escutada pelo terapeuta como o seria qualquer conversa quotidiana. Quando a escuta é ampliada pela associação livre recíproca, o processo não engloba somente o conteúdo consciente, acede também às suas ligações e ramificações inconscientes para conceder uma recordação das coisas passadas que é tanto mais completa como mais reveladora (Nota do tradutor: insightful, no texto original). Portanto, o processo de associação livre está ligado à função da imaginação, como processo baseado no despontar espontâneo de imagens mentais, o que também desempenha um papel essencial na comunicação. Nas palavras de Lothane: “Proponho o termo ‘dramatologia’ … como um paradigma que se refere a (1) uma dramatização em pensamento: imagens e cenas vividas em sonhos e fantasias, e a (2) uma dramatização em acto: em diálogo e comunicação não-verbal, tal como expressões faciais e gestos trocados entre dramatis personae envolvidas em enredos de amor e ódio, fidelidade e traição, ambição e falhanço, triunfo e derrota, medo e pânico, desespero e esperança.” [29] Lothane refere-se a estas dramatizações como uma “acção de linguagem” em vez de “linguagem de acção”, como enfatiza Bromberg num artigo sobre técnica na análise relacional. [30] 
Desta forma, a dramatologia completa a narratologia. O paciente e o terapeuta alternam os seus papéis de emissor e ouvinte, e os seus papéis nos processos de associação livre recíproca, evocando continuamente imagens, que se combinam em actos de interpretação e confronto, o que por sua vez cria compreensão. (Nota do Tradutor: insight, no texto original, tendo-se optado por uma tradução diferente da anterior relativamente a esta frase.) Na vida real, a pessoa que consulta um psiquiatra ou um psicanalista apresenta uma individualidade única, através do seu aspecto físico, roupas, casta (Nota do Tradutor: “caste”, no texto original) e identidade cultural, que comunica com um estilo próprio através de palavras e emoção, do tom de voz, da postura e gestos, do rosto, corpo e membros, para além de outros elementos. A história que a pessoa conta, diferente de uma história escrita, é em si própria o início de uma relação dramática e contínua. Se todos os comportamentos forem traduzidos pelo psiquiatra como sintomas, sindromas e sistemas, e moldados para formar diagnósticos, por exemplo, de orientação Kraepeliniana ou Jasperiana, o resultado pode ser a perda do que é único no indivíduo através dos processos de abstracção e generalização. Para além de tudo o que foi referido, o psicanalista poderá ainda formular o comportamento de alguém em termos das dinâmicas da transferência, em vez de reconhecer o desenrolar de um drama pessoal e interpessoal. 
Embora a dramaterapia interpessoal, inspirada pela dramatologia [31], respeite a importância dos diagnósticos e das fórmulas dinâmicas interpretativas no discurso científico e noutras áreas, esforça-se para entrar em contacto com a realidade vital da pessoa no encontro terapêutico, indo além de rótulos de diagnósticos e de interpretações formalizadas, utilizando como parte das suas ferramentas básicas a observação participante (Harry Stack Sullivan), a empatia, a associação livre recíproca, e a confrontação. Durante o processo da dramaterapia interpessoal os supostos sintomas de perturbação são retrovertidos para eventos da história de vida do paciente, dos quais estes sintomas são formas derivadas que se manifestam. 
Em 2011, Duncan Reyburn referiu-se à dramatologia em relação com a filosofia de G. K. Chesterton, como abordagem hermenêutica “dramatúrgica” enraizada na “compreensão dramática da natureza de se ser”. [32] A dramatologia foi muito recentemente citada e recomendada no livro de Galit Atlas e Lewis Aron (2018): Dramatic Dialogue: Contemporary Clinical Practice, London and New York: Routledge. [33]
Psicologia de Massas e o Nazismo
Freud fez História com o seu ensaio de 1921 sobre psicologia de massas (“perdido” na tradução inglesa com a designação de psicologia de grupo) (Nota do tradutor: aspas ausentes no texto original), [34] ao sublinhar a dinâmica interpessoal entre um líder e as massas por ele lideradas. Citando Le Bon: “A parte de uma multidão que forma uma individualidade adquire um sentimento de poder invencível, e o sentimento de responsabilidade desaparece inteiramente por contágio, [ela é] uma criatura que age por instinto [com] a violência, ferocidade, entusiasmo e o heroísmo de seres primitivos”), ao que Freud acrescentou: “no grupo, o indivíduo deita fora os recalcamentos dos seus impulsos inconscientes, e tudo o que é maligno na mente humana; um desaparecer da consciência, um sentimento de omnipotência [relativamente a] relações amorosas (ou, para utilizar uma expressão mais neutra, laços emocionais) também constituem a essência da mente das massas; a cabeça - Cristo, o Comandante-Chefe, - ama todos com um amor igualitário, como um irmão mais velho, como pai substituto, a semelhança com a família é invocada; o indivíduo desiste do seu ideal de ego e substitui-o pelo ideal do grupo, tal como é personificada no líder a necessidade de um chefe forte.” 
As análises convencionais do fenómeno Nazi têm-se centrado primariamente na pessoa, carácter e biografia  de Adolf Hitler, centrando-se apenas em grau limitado no carácter das massas que o seguiram, e na interacção entre Hitler e as massas. Por seu lado, Lothane estudou a psicologia das massas do Nazismo, relacionando ideias que começam em Freud e culminam em “Mass Psychology and Nazism”, 1933, de Wilhelm Reich, para esclarecer o erguer da tirania Nazi, a perseguição de médicos, psiquiatras e psicanalistas Judaico-Alemães, e o Holocausto. [35] Lothane tem também referido as implicações da sua análise ao Nazismo para auxiliar a compreensão do recente irrompimento de fundamentalismos religiosos violentos e militantes.
Projectos Actuais
Lothane trabalha presentemente num estudo, com dimensão de livro, sobre Sabina Spielrein.
Reconhecimentos e Percurso Institucional
1991, The Nancy Roeske Certificate of Excellence for Teaching of Medical Students (Certificado de Excelência Nancy Roeske pelo Ensino de Estudantes de Medicina), pela The American Psychiatric Association
1993, Authors’ Recognition Award (Prémio de Reconhecimento de Autores), Postgraduate Center for Mental Health, 1993, pelo livro In Defense of Schreber: Soul Murder and Psychiatry, 1992
1995-98, Presidente, American Society of Psychoanalytic Physicians, 1995–1998
2001, Distinguished Life Fellow of the American Psychiatric Association
2011, Thomas S. Szasz Award for outstanding contributions to the cause of civil liberties (Prémio Thomas S. Szasz por contribuições extraordinárias à causa da liberdade civil)
Foi também Presidente da Union of Concerned Psychoanalysts and Psychotherapists. É membro da Associação Psicanalítica Internacional, e membro honorário da Polish Psychiatric Association
De 1985 a 2004 foi o Editor Científico  do Psychoanalytic Review ; desde 2005 tem figurado no Conselho Editorial do Journal of Social Distress and the Homeless, desde 2000 no Conselho Editorial do International Forum of Psychoanalysis; desde 2005, Editor Correspondente do European Journal of Psychoanalysis
Referências Bibliográficas
1.	Lothane, Z. (1992). In defense of Schreber. Soul murder and psychiatry. Hillsdale, NJ/London: The Analytic Press
2.	Schreber, Daniel Paul (1903). Memoirs of My Nervous Illness. New York: New York Review of Books, 2000. ISBN 0-940322-20-X.
3.	Niederland, W G. Schreber: Father and Son. Psychoanalytic Quarterly, 1959, Apr 28(2), 151-169
4.	Morton Schatzman: Soul Murder: Persecution in the Family (ISBN 0-394-48148-8)
5.	Han Israels: Schreber: Father and Son: Madison: International Universities Press: 1989
6.	Lothane, Z. (1989a), Freud, Flechsig and Weber revisited: an inquiry into methods of interpretation. Psychoanalytic Review, 79:203-262
7.	Lothane, Z. (1992). In defense of Schreber. Soul murder and psychiatry. Hillsdale, NJ/London: The Analytic Press, an expanded version of which was published in 2004 in German as Seelenmord und Psychiatrie Zur Rehabilitierung Schrebers, (Soul Murder and Psychiatry, Concerning the Rehabilitation of Schrebers, father and son)
8.	 Lothane, Z. (2011). The teachings of honorary professor of psychiatry Daniel Paul Schreber, J.D., to psychiatrists and psychoanalysts, or dramatology’s challenge to psychiatry and psychoanalysis. Psychoanalytic Review, 98(6): 775-815
9.	Chessick, R. (1995). In Defense of Schreber: Soul Murder and Psychiatry by Zvi Lothane. American Journal of Psychotherapy, 49(3), 449-450
10.	 http://www.imdb.com/title/tt2120832/plotsummary?ref_=tt_ov_pl
11.	 Lothane, Z. (2007b). The snares of seduction in life and in therapy, or what do young [Jewish] girls (Spielrein) seek in their Aryan heroes (Jung), and vice versa? International Forum of Psychoanalysis, 16:12-27, 81-94
12.	 Freud, S. The Freud/Jung Letters. The correspondence between Sigmund Freud and C G Jung, 1906-1914. Trans. Ralph Manheim and R F C Hull, ed. William McGuire. Princeton: 1974
13.	 Carotenuto, A. A secret symmetry. Sabina Spielrien between Jung and Freud. Tran. Arnold Pomerans, John Shepley, Krishna Winston.New York : Pantheon Books, 1982
14.	 Lothane. Z. Tender love and transference. Unpublished letters of C G Jung and Sabina Spielrein. International Journal of Psychoanalysis'. 80, 1999, 1189-1204
15.	 Lothane, Z. (2007b). The snares of seduction in life and in therapy, or what do young [Jewish] girls (Spielrein) seek in their Aryan heroes (Jung), and vice versa? International Forum of Psychoanalysis, 16:12-27, 81-94.
16.	 Lothane, Z. Discussion in Covington & Wharton. 2003. Sabina Spielerin. Forgotten pioneer of psychoanalysis. Hove/New York: Brunner-Routledge
17.	 Lothane, Z. (1997). Freud and the interpersonal. International Forum of Psychoanalysis, 6:175-184; Lothane, Z. (2003). What did Freud say about persons and relations? Psychoanalytic Psychology, 20:609—617; Lothane, Z. (2007a). The power of the spoken word in life, psychiatry and psychoanalysis – a contribution to interpersonal psychoanalysis. American Journal of Psychoanalysis, 67:260-274; Lothane, Z. (2008). The uses of humor in life, neurosis, and in psychotherapy. International Forum of Psychoanalysis, 17:180-188, 232-239; Lothane Z (2010a). The analysand and analyst practicing reciprocal free association—defenders and deniers. International Forum of Psychoanalysis, 19: 155-164.
18.	 Lothane, Z. (1998). The feud between Freud and Ferenczi over love. American Journal of Psychoanalysis, 58:21-39; Lothane, Z. (2010b). Sándor Ferenczi, the dramatologist of love. Psychoanalytic Perspectives, 7(1):165-182
19.	 Lothane, Z. (1998). The feud between Freud and Ferenczi over love. American Journal of Psychoanalysis, 58,34; see also Lothane, Z. (2010b). Sándor Ferenczi, the dramatologist of love. Psychoanalytic Perspectives, 7(1):165-182
20.	 Lothane, Z. (1982). The psychopathology of hallucinations—a methodological analysis. British Journal of Medical Psychology, 55:335-348
21.	 Lothane Z (2010a). The analysand and analyst practicing reciprocal free association—defenders and deniers. International Forum of Psychoanalysis, 19: 155-164
22.	 Lothane Z (2010a). The analysand and analyst practicing reciprocal free association—defenders and deniers. International Forum of Psychoanalysis, 19: 155-164
23.	 Ogden, T. H. The analytic third. Working with intersubjective clinical facts. International Journal of Psychoanalysis. 75: 3-19.
24.	 Cwik, A. J. Associative dreaming: reverie and active imagination. Journal of Analytical Psychology. Feb 2011. (56)1, 14-36.
25.	 Lothane, Z. (2003). What did Freud say about persons and relations? Psychoanalytic Psychology, 20:609—617; Lothane, Z. (1997). Freud and the interpersonal. International Forum of Psychoanalysis, 6:175-184.
26.	 Lothane, Z. (2007a). The power of the spoken word in life, psychiatry and psychoanalysis – a contribution to interpersonal psychoanalysis. American Journal of Psychoanalysis, 67:260-274.
27.	 Lothane, Z. (2009). Dramatology in life, disorder, and psychoanalytic therapy: A further contribution to interpersonal psychoanalysis. International Forum of Psychoanalysis,18 (3): 135-148; Lothane, Z. The teachings of honorary professor of psychiatry Daniel Paul Schreber, J.D., to psychiatrists and psychoanalysts, or dramatology’s challenge to psychiatry and psychoanalysis. Psychoanalytic Review, 98(6): 775-815.
28.	 Lothane, Z. (2009). Dramatology in life, disorder, and psychoanalytic therapy: A further contribution to interpersonal psychoanalysis. International Forum of Psychoanalysis,18 (3): 135-148
29.	 Lothane, Z. (2009). Dramatology in life, disorder, and psychoanalytic therapy: A further contribution to interpersonal psychoanalysis. International Forum of Psychoanalysis,18 (3): 136
30.	 Bromberg, P. (2012). Stumbling along and hanging in: If this be technique, make the most of it. Psychoanalytic Inquiry, 32: 3-17.
31.	 Lothane, Henry Zvi (2011). "Dramatology vs. narratology: a new synthesis for psychiatry, psychoanalysis, and interpersonal drama therapy (IDT)" (PDF). Archives of Psychiatry and Psychotherapy. 4: 29–43. Retrieved 10 December 2012.
32.	 Reyburn, Image & Text, no. 18, 2011.
33.	 Galit Atlas and Lewis Aron (2018). Dramatic Dialogue: Contemporary Clinical Practice. London and New York: Routledge.
34.	 Group psychology and the analysis of the Ego. http://www.gutenberg.org/ebooks/35877
35.	 Lothane, Z. (1997). Omnipotence, or the delusional aspect of ideology, in relation to love, power, and group dynamics. American Journal of Psychoanalysis, 57:25-46; Lothane, Z. (2001). The deal with the devil to "save" psychoanalysis in Nazi Germany. Psychoanalytic Review, 88(2):195-224. In: Special Issue, Psychiatry, Psychotherapy, and Psychoanalysis in the Third Reich, Edited by Zvi Lothane; Lothane, Z. (2003). Power politics and psychoanalysis—an introduction. In: Lothane, Z. Guest Editor, International Forum of Psychoanalysis, Special Issue 2-3, Psychoanalysis and the Third Reich. 18:85-97; Lothane (2015). Henry Zvi Lothane: Wilhelm Reich revisited: Die Rolle der Ideologie in der Charakteranalyse des Individuums versus in der Charakteranalyse der Massen (Wilhelm Reich revisited: the role of ideology in character analysis of the individual vs. character analysis of the masses), in texte. psychoanalyse. ästhetik. Kulturkritik, Linz, Austria

Bibliografia Seleccionada
Livros:
Lothane, Z. (1992). In defense of Schreber. Soul murder and psychiatry. Hillsdale, NJ/London: The Analytic Press
Lothane, Z. (2004). Seelenmord und Psychiatrie Zur Rehabilitierung Schrebers. Giessen: Psychosozial-Verlag. (2nd edition of In Defense of Schreber)

Artigos:
Lothane, Z. (1982). Dialogues are for dyads. Issues in ego psychology, 8:19-24.
Lothane, Z. (1982). The psychopathology of hallucinations—a methodological analysis. British Journal of Medical Psychology, 55:335-348
Lothane, Z. (1989a), Freud, Flechsig and Weber revisited: an inquiry into methods of interpretation. Psychoanalytic Review, 79:203-262
Lothane, Z. (1992). In defense of Schreber. Soul murder and psychiatry. Hillsdale, NJ/London: The Analytic Press.
Lothane, Z. (1997). Omnipotence, or the delusional aspect of ideology, in relation to love, power, and group dynamics. American Journal of Psychoanalysis, 57:25-46.
Lothane, Z. (1997). Freud and the interpersonal. International Forum of Psychoanalysis, 6:175-184.
Lothane, Z. (1998). The feud between Freud and Ferenczi over love. American Journal of Psychoanalysis, 58:21-39.
Lothane, Z. (1999). Tender love and transference: unpublished letters of C. G. Jung and Sabina Spielrein. International Journal of Psychoanalysis, 80(6):1189-2004.
Lothane, Z. (2001). The deal with the devil to "save" psychoanalysis in Nazi Germany. Psychoanalytic Review, 88(2):195-224. In: Special Issue, Psychiatry, Psychotherapy, and Psychoanalysis in the Third Reich, Edited by Zvi Lothane.
Lothane, Z. (2003). Power politics and psychoanalysis—an introduction. In: Lothane, Z. Guest Editor, International Forum of Psychoanalysis, Special Issue 2-3, Psychoanalysis and the Third Reich. 18:85-97.
Lothane, Z. (2003). What did Freud say about persons and relations? Psychoanalytic Psychology, 20:609—617.
Lothane, Z. (2006). Mass psychology of the led and the leaders/masses and mobs, democracy and demagogues/Or how prejudice of the leader becomes mass paranoia. International Forum of Psychoanalysis, 15:183-192.
Lothane, Z. (2007a). The power of the spoken word in life, psychiatry and psychoanalysis – a contribution to interpersonal psychoanalysis. American Journal of Psychoanalysis, 67:260-274
Lothane, Z. (2007b). The snares of seduction in life and in therapy, or what do young [Jewish] girls (Spielrein) seek in their Aryan heroes (Jung), and vice versa? International Forum of Psychoanalysis, 16:12-27, 81-94.
Lothane, Z. (2007c). Imagination as reciprocal process and its role in the psychoanalytic situation. International Forum of Psychoanalysis, 16:152-163.
Lothane, Z. (2008). The uses of humor in life, neurosis, and in psychotherapy. International Forum of Psychoanalysis, 17:180-188, 232-239
Lothane, Z. (2009). Dramatology in life, disorder, and psychoanalytic therapy: A further contribution to interpersonal psychoanalysis. International Forum of Psychoanalysis, 18 (3): 135-148.
Lothane Z (2010a). The analysand and analyst practicing reciprocal free association—defenders and deniers. International Forum of Psychoanalysis, 19: 155-164.
Lothane, Z. (2010b). Sándor Ferenczi, the dramatologist of love. Psychoanalytic Perspectives, 7(1):165-182.
Lothane, Z. (2011). Dramatology vs. narratology: a new synthesis for psychiatry, psychoanalysis, and interpersonal drama therapy (IDT). Archives of Psychiatry and Psychotherapy, 4:29–43
Lothane, Z. (2011). The teachings of honorary professor of psychiatry Daniel Paul Schreber, J.D., to psychiatrists and psychoanalysts, or dramatology’s challenge to psychiatry and psychoanalysis. Psychoanalytic Review, 98(6): 775-815.
Lothane, Z. (2014). Emotional reality: A further contribution to dramatology. http://www.tandfonline.com/action/showCitFormats?doi=10.1080/0803706X.2014.953996
Lothane. Z. (2015). Wilhelm Reich revisited: Die Rolle der Ideologie in der Charakteranalyse des Individuums versus in der Charakteranalyse der Massen (Wilhelm Reich revisited: the role of ideology in character analysis of the individual vs. character analysis of the masses), in texte. psychoanalyse. ästhetik. Kulturkritik, Linz, Austria.
Devreese, D., Lothane, Z., Schotte, J. (réd.) (1998). Schreber revisité Colloque de Cérisy-la-Salle. Louvain: Presses Universitaires de Louvain
Bibliografia Completa (Nota: Disponibilizada em 2017. Não figura presentemente - 25/5/2018 - no texto original, em Inglês, da Wikipédia.)
1. Lothane Z. (1982).The psychopathology of hallucinations – a methodological analysis. British  J Med Psychology. 55:335–348. 
2. Lothane Z. (1989a). Freud, Flechsig and Weber revisited: an inquiry into methods of interpretation. Psychoanalytic Review, 79:203–62. 
3.  Lothane Z. (1989b). Vindicating Schreber’s father: neither sadist nor child abuser. J Psychohistory. 16:263–85.
4. Lothane Z. (1989c). Schreber, Freud e Flechsig rivisitati, Un’inchiesta sui metodi d’interpretazione. La Cifra, 3:201–205.
4a. Lothane, Z. (1991a). Review of D.P. Schreber, Memoirs of my Mental Illness and of Allison, Prado de Oliveira, Roberts and Weiss, eds., Psychosis and Sexual Identity: Toward a Post-Analytic View of the Schreber Case. Psychoanalytic Books, 2:52-58.
4b. Lothane, Z. (1991b). Review of Han Israëls' Schreber father and son. Psychoanalytic Books, 2:466-481.
5. Lothane Z. (1992a). In defense of Schreber/soul murder and psychiatry. Hillsdale, NJ/London: The Analytic Press.
6. Lothane Z. (1992b). The missing link -- Schreber and his doctors. History of  Psychiatry, 3:339–350.
7. Lothane Z.(1993a). Schreber’s soul murder: a case of psychiatric persecution. In: De Goei L, Vijselaar J, eds. Proceedings 1st European Congress on the History of Psychiatry and Mental Health Care. Rotterdam: Erasmus; pp. 96–103.
8. Lothane Z. (1993b). L’assasinio dell’anima di Schreber: un caso di persecuzione psichiatrica. Giornale storico di psicologia dinamica, 34:61–75.
9. Lothane Z. (1993c). Le meurtre d’âme de Schreber: un cas de persécution psychiatrique. In: Prado de Oliveira LE, ed. Le cas Schreber, la paranoïa et la culture. Paris: L’Harmattan; p. 193–208.
10. Lothane Z. (1993d). Schreber’s feminine identification: paranoid illness or profound insight? International Forum Psychoanal., 2:131–38.
11. Lothane Z. (1995a).  Freudsche Fehlleistung. Die Zeit. April 28, p. 44.
12. Lothane Z. (1995b). El caso Schreber: una revision. Revista Espaňola de Neuropsiquiatría, 15:255–73.
13. Lothane Z. (1995c). Der Mann Schreber: Ein Leben, Neue Sicht und Einsicht. Psychoanalyse im Widerspruch, 14:5–15.
14. Lothane Z. (1995d). Die Wahrheit über Schreber: ein Leben, neue Sicht und Einsicht. In: Berger F(Hg.), Hundert Jahre psychoanalytische Methode. Wiesbaden: Herbsttagung der Deutschen Psychoanalytischen ereinigung; p. 95–101.
15. Lothane Z. (1996a). Pour la défense de Schreber: meurtre d’âme et psychiatrie. Psychothérapies, 16:11–6.
16. Lothane Z. (1996b).Die Verknüpfung von Sohn und Vater Schreber mit Hitler: ein Fall vom historischen Rufmord. Werkblatt, 1996;36:108–27
17. Lothane Z. (1998a). Pour une défense de Schreber: meurtre d’âme et psychiatrie. In: Devreese D, Lothane Z, Schotte J, (réd.), Schreber Revisité (“Figures of the Unconscious: hors série). Louvain: Presses Universitaires de Louvain, pp. 11-29.     
18. Lothane Z.(1998b). Goethe, Schreber, Freud: Themes in metamorphosis. In: Marchioro, F, ed. Il divano, l’immaginario e la cura. Bolzano: Ricerche- IMAGO-Forschung; p. 67–86.
19. Lothane, Z. (2000). Die Verteidigung Paul Schrebers: Selbstbiographie und Seelenbehandlung. psychosozial (Giessen), 23(80):105–17.
20. Lothane Z.(2002). Article “Schreber”. in: de Mijolla, ed. Dictionnaire de la psychanalyse, Paris: Calmann-Levy.
21. Lothane Z. (2002). Entry “Schreber” in: Erwin E, Encyclopedia of Psychoanalysis. New York: Garland.
22. Lothane, Z. (2002). Paul Schreber’s sexual desires and imaginings: Cause or consequence of his psychosis? In: Socarides C W & Freedman A eds. Objects of desire The sexual deviations. Madison, CT: International Universities Press.
23. Lothane Z. (2004). Seelenmord und Psychiatrie. Zur Rehabilitierung Schrebers.Gießen: Psychosozial-Verlag.
23a. Lothane, Z. (2004). Review of Devreese D. L'acte manqué paranoïaque Le délire de Schreber, entre les quatre discours universitaires et dans l'histoire allemande de Luther à Bismarck. Paris: L'Harmattan, 2003. International Forum of Psychoanalysis, 13:201-208. 
24. Lothane Z. (2005). Daniel Paul Schreber on his own terms, or how interpretive fictions are converted into historical facts. In: Holger Steinberg (Hrsg.) Leipziger psychiatriegeschichtliche Vorlesungen. Leipzig: EvangelischeVerlagsanstalt; 2005. pp. 129–156.
26. Lothane Z. (2008). Mit Schreber Freud die Stirn geboten. Psychoanalyse im
Widerspruch, 40:61–90.
26a. Lothane, Z. (2010). Romancing psychiatry: Paul Schreber, Otto Gross, Oskar Panizza—personal, social, and forensic aspects. In: Felber, W., Heuer,  G. M., Götz von Olenhusen, A., Nitzschke, B.Hg. (2010). Expressionismus und Psychoanalyse. 7. internationaler Otto-Gross-Kongress, Dresden.  Marburg: LiteraturWissenschaft.de, S. 461-493. 
27. Lothane, Z. (2011). Lektionen zur Psychiatrie, erteilt von Professor h.c. und Dr.jur. Daniel Paul Schreber, Senatspräsident beim kgl. Oberlandesgericht a. D. Inn: Marneros, A., Rohde, A. (Hrsg.). Festschrift zum 80. Geburtstag von Uwe Henrik Peters. ANA Publishers Köln, pp. 135-198.
28. Lothane, Z. (2011). The teachings of honorary professor of psychiatry Daniel Paul Schreber J.D. to psychiatrists and psychoanalysts, or dramatology’s challenge to psychiatry and psychoanalysis. Psychoanalytic Review, 2011; 98(6):775-815.
29. Lothane, Z. (2012). Psychiatrie Professor honoris causa Dr. jur. Daniel Paul Schreber ist immer noch eine Herausforderung für die Psychiatrie und die Psychoanalyse. Psychoanalyse im Widerspruch,  48/2012:45-76. 
30. Lothane, Z. (2012[2010]). The legacies of Schreber and Freud.  Journal of European Psychoanalysis, Number 31, pp. 11-68 (see 32 below). 
31. Lothane, Z. (2012c) Review of “Freud's Schreber between psychiatry and psychoanalysis: On subjective disposition to psychosis” by Thomas G. Dalzell.  Journal of the American Psychoanalytic Association. 60(3): 643-650. 
32.  Lothane, Z. (2012[2010]). European Journal of Psychoanalylsis, Guest Editor, Special issue, Schreber revisited, 213 pp. Table of contents (partial): Guest Editor’s Introduction 11-16
33. Lothane, Z. (2012[2010]).The legacies of Schreber and Freud, reference 32, pp. 17-68. 
34. Lothane, HZ. (2014). Review of Alex Pheby's book Afterimages of Schreber. Journal of the American Psychoanalytic Association, 63(3):621-630.